# Caffrowithius harperi
Caffrowithius harperi es una especie de arácnido  del orden Pseudoscorpionida de la familia Chernetidae.

## Distribución geográfica
Se encuentra en Nigeria.